# Мюриц
Мюриц (нім. Müritz, від слов'янського morcze — «маленьке море») — озеро, розташоване у федеральній землі Мекленбург на північному сході Німеччини. Мюриц є другим за величиною озером Німеччини після Боденського озера, де проходить кордон з Австрією та Швейцарією. Є найбільшим озером, що цілком лежить в межах Німеччини.

## Географія

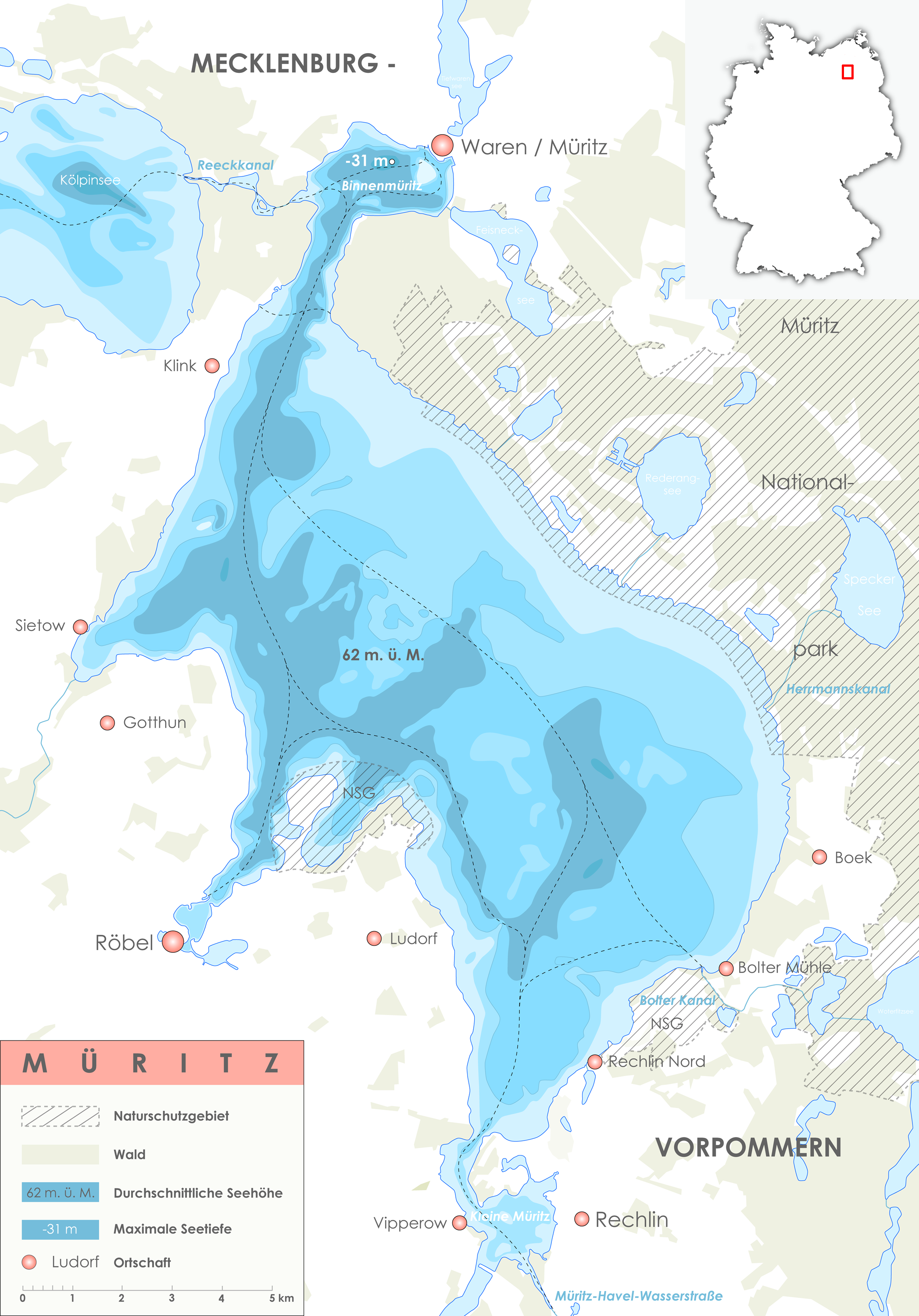
Карта озера

### Формування
Озеро виникло в ході останнього льодовикового періоду.

### Національний парк Мюриц
Територія національного парку, створеного 1990 року, займає площу 318 км², на 65% покрита лісами, на 12% озерами, 8% складають болота і 6% — луки і пасовиська. Ландшафт сформувався 15 000 років тому. Льодовикові маси морени Померанії залишили за собою валуни, мульди, ринви й численні шпури мертвого льоду. Останні широко представлені в ландшафті як озера і ставки. Всього в парку знаходиться 100 озер і незліченна кількість невеликих водойм.

### Флора
У зв'язку з особливою формою озера можна вважати, що у нього є тільки східна і західна сторони. На заході переважають луки, переліски і пагорби. На східній стороні розташований національний парк. Тут знаходяться головним чином очеретяні зарості і лісові болота. Поруч із озером знаходяться великі соснові ліси.

### Населені пункти
Найбільшим містом біля озера є Варен. Інші населенні пункти (за годинниковою стрілкою) — Рехлін, Пріборн, Фіпперов, Людорф, Готтун, Зітов і Клінк.